# San Ramón (Jalisco)
San Ramón es una localidad del estado mexicano de Jalisco. Es parte del municipio de La Barca.

## Toponimia
El nombre «San Ramón» hace referencia al santo patrono de la localidad: Ramón Nonato.

## Demografía
| Gráfica de evolución demográfica |
|                                  |

| Censo | Población |
| ----- | --------- |
| 1910  | 183       |
| 1921  | 168       |
| 1930  | 175       |
| 1940  | 235       |
| 1950  | 270       |
| 1960  | 410       |
| 1970  | 474       |
| 1980  | 711       |
| 1990  | 904       |
| 2000  | 905       |
| 2010  | 948       |
| 2020  | 1 089     |